# Tomoya Ugajin
Tomoya Ugajin (宇賀神 友弥 Ugajin Tomoya?), född 23 mars 1988, är en japansk fotbollsspelare som spelar för FC Gifu.
Tomoya Ugajin spelade en landskamp för det japanska landslaget.